# کوه ویلو
این کوه در استان لرستان و در شرقی ترین منطقه الیگودرز در روستای گندمینه در حدود ۳۰ کیلومتری شهرستان الیگودرز و ۲۵۰ کیلومتری اصفهان واقع شده‌اند. از نظر زمین‌شناسی مشخصات کوه‌های رشته‌کوه زاگرس را دارند یعنی آهکی هستند. ویلو دارای ارتفاعی در حدود 3300  می‌باشد و ویلک با اختلاف ۷۰ الی ۸۰ متری از برادر خود کوچک‌تر می‌باشد. در دامنه جنوبی دارای دشتی پهناور است. منطقه تفریحی کمربسته نیر در آنجا قرار دارد. از نظر پوشش گیاهی دارای پوششی تنک می‌باشد و فاقد درخت انبوه است (فقط در کنار رودخانه و چشمه‌ها). این کوه در بعضی مسیرها تقریباً سخت‌گذر می‌باشد. از نظر ظاهر با کوه‌های منطقه تفاوت دارد. از دامنه جنوبی که به کوه می‌نگری همانند محافظی عظیم‌الجثه‌ای است که از روستای گندمینه حفاظت می‌کند.
در واقع قله ویلو شرقی قله و بلندترین قله از رشته کوه کمربسته می باشد. این قله در نقطه ای استراتژیک و مرزی بین شهرستان های الیگودرز خمین و گلپایگان یعنی حد مرز سه استان لرستان مرکزی و اصفهان واقع شده است.
مهم ترین قله های این رشته کوه از شرق به غرب عبارت هستند از: ویلو، ویلک، قله مرکزی کمربسته، گایکان و کوه تیزه که ارتفاع آن ها به این شرح می باشد:
ویلو 3300
ویلک 3215
کمربسته 3265 که در تابلوی آن 3250 ذکر شده است.
گایکان 3020 و کوه تیزه: 2907 متر
نخستین پیمایش کامل و موفق این خط الراس مورخ 27 فروردین 1400 توسط دو تن از کوهنوردان الیگودرز و یکی از دوندگان کوهستان خمین انجام شد.
نفرات شرکت کننده در این برنامه : سعید بهرامسری(سرپرست)، سعید هاشمی و قهرمان اسکای رانینگ بهروز (حمیدرضا) گودرزی

## جستارهای ویژه
- فهرست کوه‌های ایران